# Assassinat de James A. Garfield
Vous lisez un « bon article » labellisé en 2009.
L’assassinat de James A. Garfield, 20e président des États-Unis, se produit le 2 juillet 1881 à Washington, D.C.. C'est à la gare de la Sixième rue, à neuf heures et demie du matin que Charles J. Guiteau tire sur James Abram Garfield, moins de quatre mois après le début de son mandat. Garfield meurt onze semaines plus tard, des suites de ses blessures et de soins médicaux inadaptés, le 19 septembre 1881.
Guiteau, qui se dit inspiré par Dieu, est interné à la suite de l'attentat au St. Elizabeths Hospital dans le quartier sud-est de Washington. Son procès est l'un des premiers cas, aux États-Unis, où l'irresponsabilité pour cause de folie est examinée. Le jury le déclare cependant coupable de meurtre, le 25 janvier 1882. Il fait appel, mais celui-ci est rejeté. Il est pendu le 30 juin 1882 à Washington.

## Contexte historique
La période qui précède l'arrivée au pouvoir de James A. Garfield fait partie de ce que les Américains nomment l'« Âge doré » (en anglais : Gilded Age), qui fait suite à la période de la Reconstruction et à la Grande dépression de 1873. Elle se caractérise par des changements sociaux radicaux, comme l'apparition d'une classe de « super-riches » ; des « capitaines d'industrie » comme John D. Rockefeller qui fonde en 1870 la Standard Oil.
Depuis la présidence d'Andrew Jackson, règne aux États-Unis, le « système des dépouilles » (en anglais : spoils system). Il repose sur le principe selon lequel un nouveau gouvernement doit pouvoir compter sur la loyauté partisane des fonctionnaires et donc remplacer ceux qui sont en place par des « fidèles ». Il considère que le peuple donne mandat au gagnant de choisir les fonctionnaires dans ses rangs. Il part de l'idée que le service public ne doit pas être réservé à une élite mais accessible à tous. L'apogée du système va des années 1850 au milieu des années 1880.

## Garfield

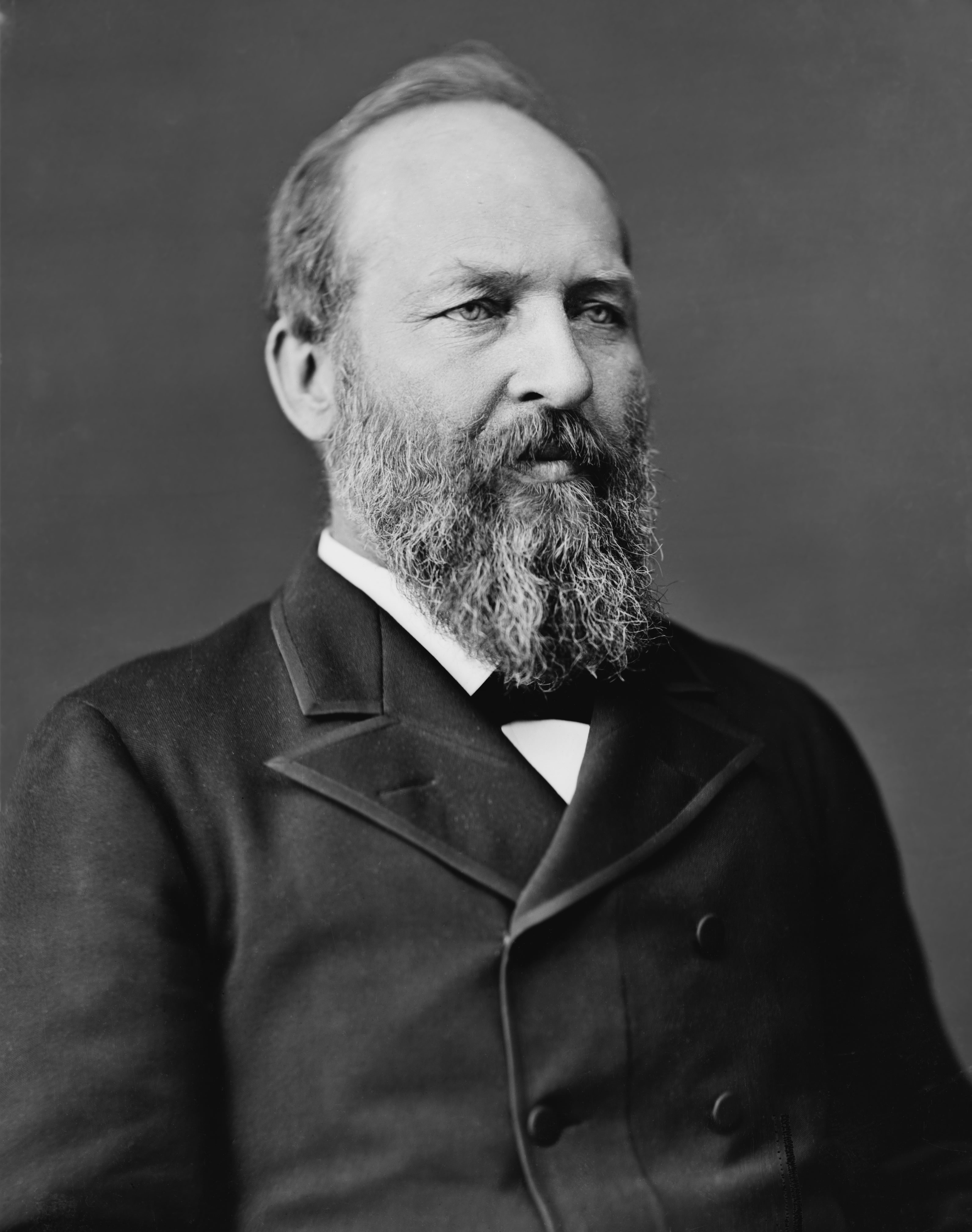
Portrait de James A. Garfield.

James Abram Garfield est le vingtième président des États-Unis. Pendant la guerre de Sécession, il sert en tant qu'officier dans l'United States Army et est promu major-général après la bataille de Chickamauga. Simultanément, il est élu à la Chambre des représentants pour l'État de l'Ohio et quitte l'armée pour se consacrer à son mandat. À la chambre, il fait partie des « faucons » du Parti républicain qui sont impitoyables envers les États vaincus du Sud. En 1880, le législatif de l'Ohio, devenu majoritairement républicain, doit élire un remplaçant au sénateur Allen Granberry Thurman et c'est Garfield qui remporte ses suffrages. Cependant, lors de la Convention républicaine, cette même année, le parti est si divisé que les trois candidats les plus en vue, Ulysses S. Grant, James G. Blaine et John Sherman ne parviennent pas à emporter la nomination du parti pour la course à la présidence des États-Unis. C'est finalement Garfield qui au 36e tour de scrutin est désigné comme candidat républicain. Il remporte ensuite l'élection, avec son colistier Chester A. Arthur, contre le démocrate Winfield Scott Hancock par seulement 9 464 voix d'avance sur plus de neuf millions de bulletins valables. Il prête serment le 4 mars 1881 et forme son Cabinet, composé entre autres de James G. Blaine au secrétariat d'État et de Robert Todd Lincoln à la Guerre.

## Guiteau

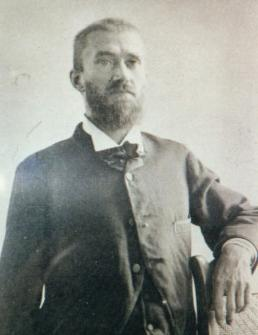
Portrait de Charles Julius Guiteau.

Après avoir fait faillite dans différentes entreprises — théologie, cabinet d'avocat, fréquentation de la communauté d'Oneida — l'intérêt de Charles Guiteau se porte sur la politique. Il écrit un discours de soutien à Ulysses S. Grant intitulé Grant vs. Hancock (« Grant contre Hancock »), qu'il réintitule Garfield vs. Hancock après que Garfield remporte l'investiture républicaine pour l'élection présidentielle de 1880. Guiteau n'a jamais prononcé son discours en public, il ne l'a imprimé qu'à quelques centaines d'exemplaires, mais il est convaincu que son discours ainsi que les autres efforts qu'il a déployés sont en grande partie responsables de la victoire de Garfield à l'élection. Guiteau pense que son engagement pour Garfield doit lui valoir un poste d'ambassadeur et demande d'abord un poste à Vienne, puis à Paris. Il hante le siège de campagne républicain à New York, espérant, en vain, voir ses efforts reconnus. Ne se décourageant pas, il se rend à Washington le 5 mars, le jour suivant l'investiture de Garfield. Il obtient même une entrevue avec le président le 8 mars et lui remet une copie de son fameux discours. Il passe les deux mois qui suivent à Washington, faisant des navettes entre le département d'État et la Maison-Blanche, approchant divers membres du Cabinet et Républicains influents susceptibles de plaider sa cause, sans succès. Guiteau est de plus en plus démuni et négligé, portant les mêmes vêtements tous les jours, les seuls qu'il possède, mais il ne renonce pas. Le 13 mai 1881, il est expulsé de la salle d'attente de la Maison Blanche. Le 14 mai, le secrétaire d'État James G. Blaine lui ordonne : « Ne me parlez plus jamais du consulat de Paris et ce aussi longtemps que vous vivrez ! ».

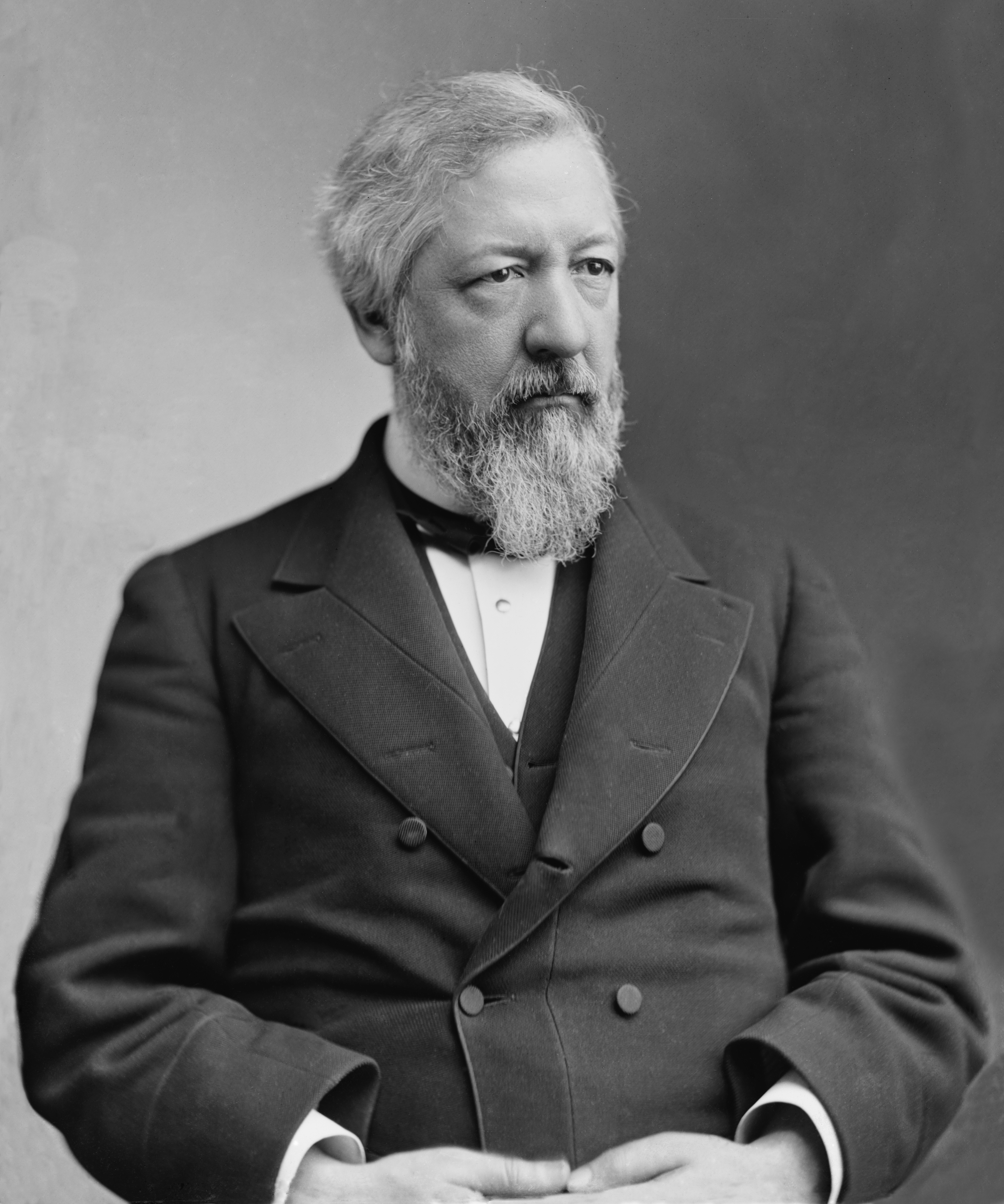
Portrait du Secrétaire d'État James G. Blaine.

À la suite de cette rencontre, Guiteau décide qu'il a pour mission de tuer l'ingrat président. Il emprunte quinze dollars et achète un revolver. Il s'y connaît peu en armes à feu, mais il veut une arme de gros calibre. Il a le choix entre un Webley British Bulldog calibre .455 avec crosse en bois et un autre avec crosse en ivoire. Il achète le deuxième parce qu'il désire qu'il fasse impression dans la vitrine du musée qui l'exposera après l'assassinat (le revolver n'entrera cependant pas au musée, car il sera perdu après l'attentat). Il passe les jours qui suivent à s'entraîner au tir — le recul de l'arme manque d'ailleurs de l'assommer lors de son premier essai — et à guetter le président. Il écrit également une lettre à Garfield, lui disant qu'il devrait limoger Blaine, ou « vous-même et le Parti républicain pourriez entrer en désaccord ». Elle est ignorée comme toute la correspondance que Guiteau a adressée à la Maison Blanche.
Guiteau poursuit méticuleusement la préparation de l'attentat : il écrit une lettre au général Sherman pour lui demander à l'avance d'assurer sa protection vis-à-vis de la foule,, ainsi que d'autres lettres pour justifier le futur assassinat, dont il pense qu'il mettra fin aux dissensions entre les factions du Parti républicain. Il passe tout le mois de juin à suivre Garfield dans Washington. À une occasion, il le file jusqu'à la gare, alors que le président y accompagne son épouse qui part pour une station balnéaire sur les côtes du New Jersey. Il décide cependant de ne pas tirer, en raison de la santé fragile de madame Garfield, qu'il ne souhaite pas accabler,.

## L'attentat

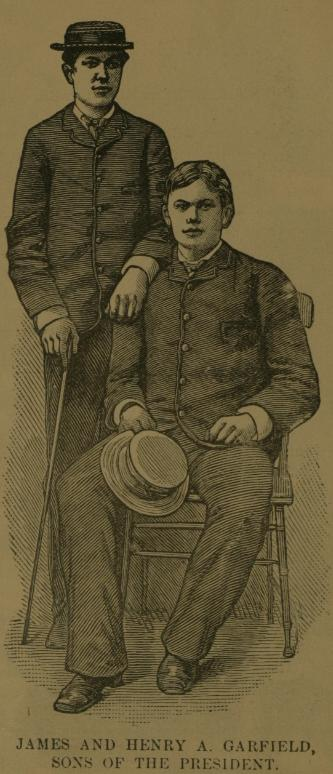
Les fils du président, James et Harry.

Garfield a prévu de quitter Washington le 2 juillet pour ses vacances d'été. Ce même jour, Guiteau attend le président à la gare (aujourd'hui démolie) de la Baltimore and Potomac Railroad, au sud-ouest de l'intersection de la Sixième rue et de Constitution Avenue à Washington. Alors qu'il patiente, Guiteau fait cirer ses chaussures et demande à un cocher de l'attendre pour le conduire plus tard à la prison.
Le président se rend à la gare après s'être arrêté à son alma mater, le Williams College, où il vient de faire un discours. Garfield est accompagné de deux de ses fils, James et Harry, ainsi que du secrétaire d'État James G. Blaine. Le secrétaire à la Guerre Robert Todd Lincoln se trouve déjà à la gare. Garfield n'est accompagné d'aucun garde du corps ni d'aucune mesure de sécurité particulière ; à l'exception d'Abraham Lincoln, lors de la guerre de Sécession, les présidents américains ne disposaient d'aucune protection rapprochée.

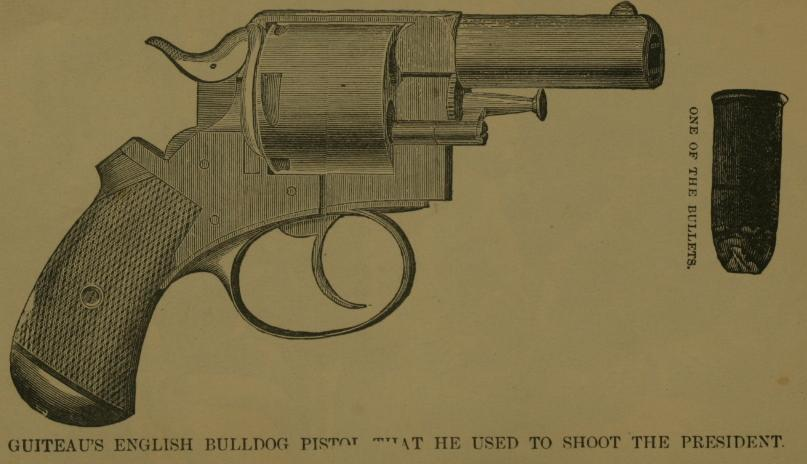
Illustration contemporaine représentant l'arme de Guiteau.

Alors que Garfield pénètre dans la gare, Guiteau s'approche et presse la détente dans le dos du président à bout portant. Garfield s'écrie « Mon Dieu, qu'est-ce donc ? ! » Guiteau tire à nouveau et Garfield s'effondre. Une balle touche Garfield au bras et l'autre se loge dans la première vertèbre lombaire sans toutefois léser la moelle épinière.
Guiteau remet son revolver dans sa poche et sort de la gare pour monter dans la calèche qui l'attend, mais c'est alors qu'il est appréhendé par l'agent de police Patrick Kearney. Ce dernier est si excité d'avoir arrêté l'homme qui a tiré sur le président qu'il n'a même pas confisqué l'arme de Guiteau avant leur arrivée au commissariat. La foule qui croît rapidement crie « Lynch him! » (« Pendez-le ! ») alors que Kearney entre déjà avec Guiteau dans le commissariat. En se rendant aux autorités, Guiteau prononce en exultant : « Je suis le Stalwart des Stalwarts… Arthur est président maintenant ! ».
Cette déclaration conduira à soupçonner brièvement Chester Arthur ou ses partisans d'avoir incité Guiteau à commettre son crime. Les Stalwarts sont une faction des Républicains fidèle à l'ex-président Grant ; ils se sont fermement opposés aux Half-Breeds qui ont eux soutenu Garfield. À l'instar de nombreux vice-présidents, Arthur a été choisi afin d'apaiser sa faction, plutôt que pour ses compétences ou sa loyauté à son colistier. Guiteau, dans son délire, s'est persuadé que son acte allait rassembler les deux factions du Parti républicain.

## La lente marche vers la mort du président

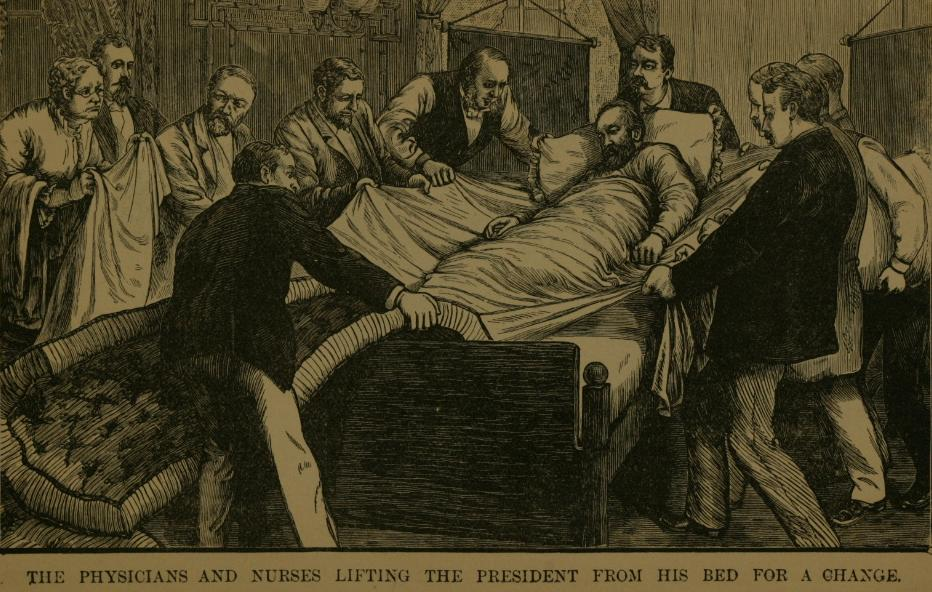
Médecins et infirmières changeant la literie du président.

Garfield, conscient mais en état de choc, est transporté à l'étage de la gare. Le jeune Jim Garfield et James Blaine sont effondrés et en larmes. Robert Todd Lincoln, profondément bouleversé, repense à la mort de son père et déclare : « Combien d'heures tragiques ai-je déjà passées dans cette ville ? ».
Garfield est ramené à la Maison Blanche. Une balle est restée logée dans son corps, les médecins ne sont pas parvenus à la localiser. Ils ont prévenu leur patient qu'il risquait de ne pas passer la nuit, mais le président reste conscient et alerte. Le lendemain matin, ses signes vitaux sont bons et les médecins commencent à espérer un rétablissement. Une longue veille vient de commencer, les médecins de Garfield vont délivrer des bulletins de santé réguliers, que le public américain suivra attentivement tout au long de l'été 1881,. Son état va dès lors fluctuer, les fièvres allant et venant. Garfield a du mal à garder les aliments solides et mange peu pendant la majeure partie de l'été, et uniquement des liquides.

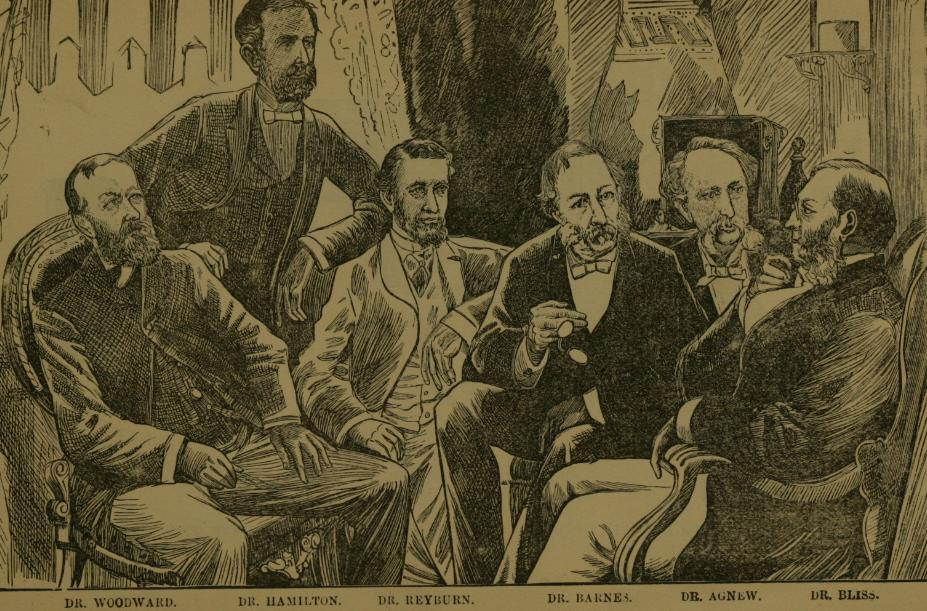
Les médecins du président en plein colloque.

Afin de soulager le blessé de la chaleur étouffante de l'été à Washington, des ingénieurs de la Navy mettent au point l'un des premiers dispositifs de climatisation. Des ventilateurs forcent la circulation de l'air à travers une caisse pleine de glace jusque dans la chambre du président. Le système fonctionne de manière satisfaisante et permet d'y abaisser la température de vingt degrés Fahrenheit (environ dix degrés Celsius). Les médecins ne cessent de fouiller la plaie de Garfield avec leurs doigts ou des instruments non stérilisés, tentant de trouver la balle alors que cette recherche n'est pas une nécessité absolue. Alexander Graham Bell met au point un détecteur de métaux afin de trouver la fameuse balle dans le corps du président, mais le lit à armature métallique de Garfield cause des interférences qui empêchent l'appareil de fonctionner,.
Le 29 juillet, pour la première et unique fois après l'attentat, le Cabinet au complet rend visite au président. Les « ministres » ont reçu des médecins l'instruction formelle de ne pas aborder de sujets risquant d'énerver leur malade. L'état de Garfield empire en raison de l'infection qui gagne du terrain et affaiblit son cœur. Il reste alité à la Maison Blanche, assailli de douleurs et de fièvre. Garfield qui pesait plus de deux cents livres (environ quatre-vingt-dix kilogrammes), n'en pèse plus que cent trente-cinq (soixante kilos). Son organisme ne parvient plus à ingérer ni à digérer la nourriture. La septicémie s'installe et pendant une brève période le président souffre même d'hallucinations.

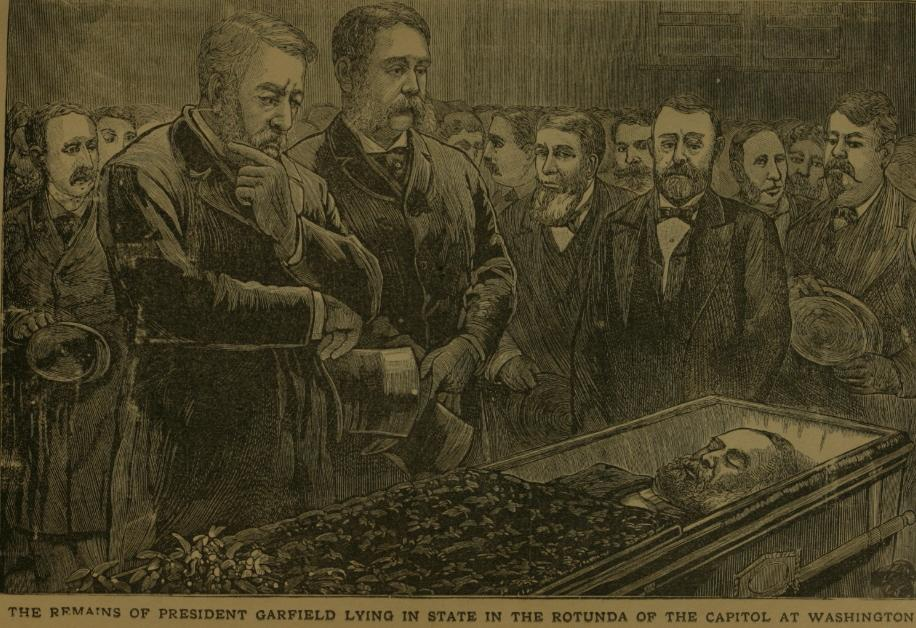
La dépouille mortelle du président exposée dans la rotonde du Capitole.

Le 6 septembre, Garfield est emmené dans la région côtière du New Jersey afin d'échapper à la chaleur de Washington et dans l'espoir que l'air maritime frais puisse aider à sa guérison. Afin de permettre au train présidentiel d'arriver le plus près possible de la maison de l'armateur Charles G. Franklin où Garfield va résider, on a construit dans l'après-midi du 5 septembre une voie ferrée. Celle-ci reliant la gare à la maison est longue d'environ un kilomètre. Elle est réalisée par deux mille personnes, des employés des chemins de fer, mais surtout des volontaires, hommes, femmes et enfants, résidant dans la région. Le président est installé à la résidence Franklin dans un lit, face à une fenêtre donnant sur la plage et l'océan. Cependant, de nouvelles infections se produisent, ainsi que des crises d'angine de poitrine. Le président Garfield meurt d'un infarctus du myocarde ou d'une rupture d'anévrisme consécutive à une septicémie et à une pneumonie, à dix heures trente-cinq le lundi 19 septembre 1881, dans le quartier d'Elberon à Long Branch dans le New Jersey. Il décède deux mois exactement avant son cinquantième anniversaire. Pendant les quatre-vingts jours entre l'attentat et sa mort, son seul acte officiel fut la signature d'un ordre d'extradition.

### Responsabilité des médecins
Lors de l'autopsie, on se rendit compte que la balle avait traversé la vertèbre sans toucher la moelle épinière. Elle n'avait lésé aucun organe important ni aucune veine ou artère, avant de se loger dans les tissus adipeux du flanc gauche, un peu en dessous du pancréas. De nos jours, la plupart des historiens et experts médicaux pensent que Garfield aurait probablement survécu à ses blessures si ses médecins avaient été plus compétents. Plusieurs d'entre eux ont inséré leurs doigts ou des instruments non stériles dans la plaie pour y chercher la balle. L'un d'entre eux perfora même ainsi le foie de Garfield. Ceci, en soi, n'aurait pas causé sa mort, car le foie est l'un des rares organes ayant une bonne capacité de régénération. Cependant, ce médecin et les autres introduisirent, ce faisant, des streptocoques dans l'organisme du président. Cela provoqua la septicémie qui lui fut fatale car il n'existait alors aucun antibiotique. Le docteur Ira Rutkow, professeur de chirurgie à l'Université de médecine et d'odontologie du New Jersey et historien médical écrivit dans son James A. Garfield publié en 2006 : « La blessure de Garfield était à ce point non létale que de nos jours, il serait rentré chez lui après deux ou trois jours. »

## Procès de Guiteau

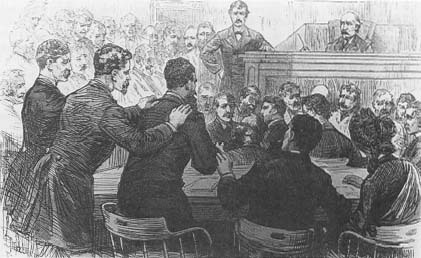
Guiteau doit être maîtrisé lors de son procès (dessin de presse paru dans Harper's Weekly en 1882).

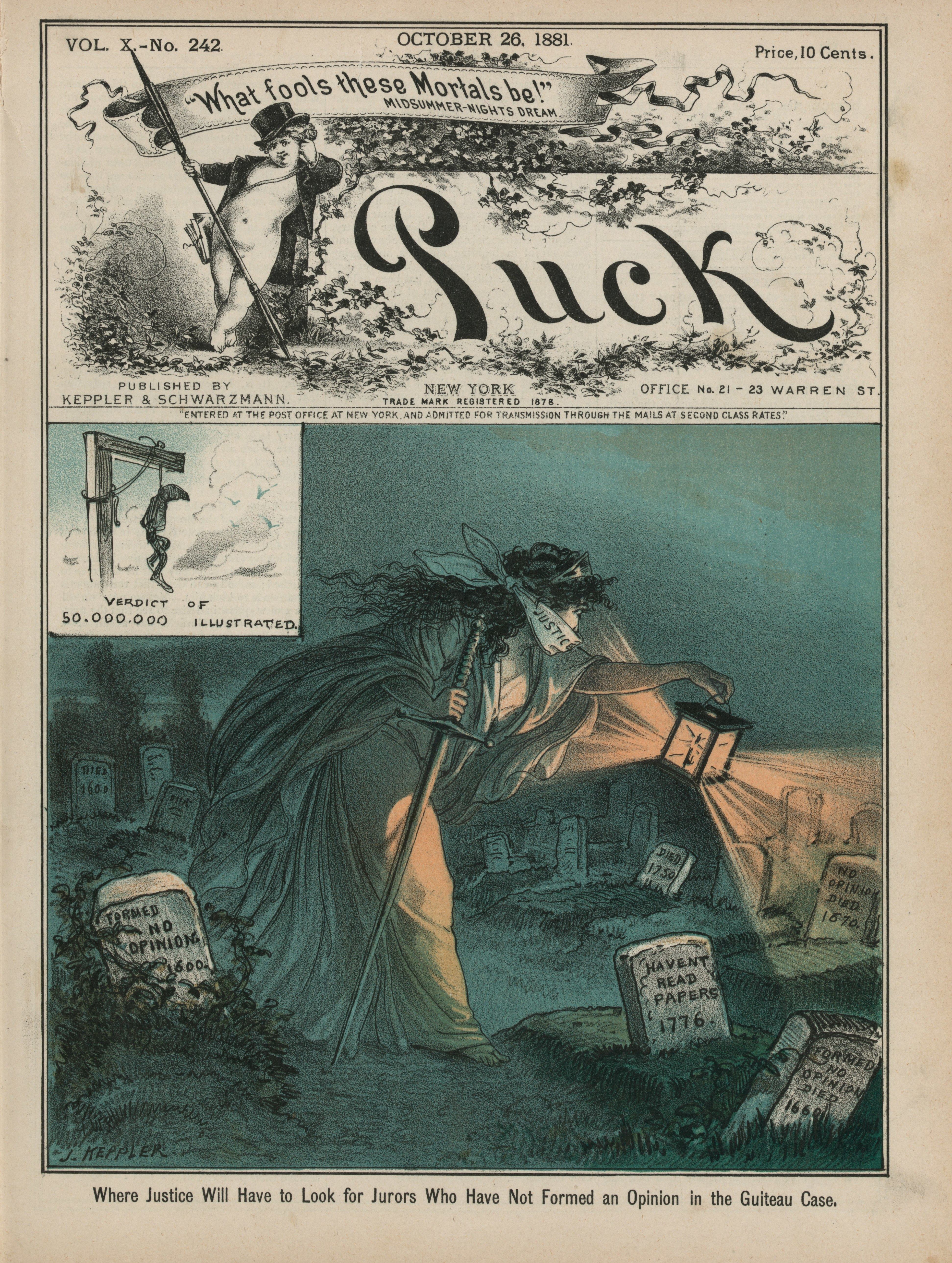
Couverture du magazine Puck pour le numéro du 26 octobre 1881. Réalisée par Joseph Ferdinand Keppler, conservée à la Bibliothèque du Congrès, elle illustre la difficulté de trouver des jurés indépendants pour le procès de l'assassin de James A. Garfield.

Le procès débute le 14 novembre 1881. Le tribunal est présidé par le juge Walter Cox et le jury est constitué de douze hommes : un restaurateur, un homme d'affaires à la retraite, un machiniste, deux plâtriers, un sidérurgiste, deux épiciers, un marchand de cigares et trois commerçants. Défendu par son beau-frère, George Scolville, et un jeune avocat de Washington, Leigh Robinson, Guiteau devient la coqueluche des médias en raison de son comportement étrange. Il houspille constamment ses défenseurs, témoigne sous forme de poèmes épiques qu'il récite à longueur d'audience, et sollicite des avis juridiques de la part du public, en lui faisant passer des notes. Il dicte une autobiographie au New York Herald, qu'il termine par une annonce matrimoniale pour une jolie chrétienne de moins de trente ans. Il est parfaitement conscient de l'indignation et la haine qu'il inspire à l'opinion publique américaine, surtout après que l'on a tenté par deux fois d'attenter à sa vie. Il affirme ne pas être coupable, car l'assassinat de Garfield est la volonté de Dieu dont il n'a été qu'un instrument. Une autre fois, il fait valoir que Garfield a été tué, non par lui-même, mais par une série d'erreurs médicales : « Les médecins ont tué Garfield, je n'ai fait que de tirer sur lui. » Tout au long du procès et jusqu'à son exécution, Guiteau est interné au St. Elizabeths Hospital dans le quartier sud-est de Washington.
Le procès de Guiteau est l'un des premiers cas, aux États-Unis, où l'irresponsabilité pour cause de folie est examinée. Guiteau insiste vigoureusement sur le fait que, alors qu'il était légalement fou au moment de la fusillade, il n'est pas, à proprement parler, médicalement fou. Ceci est l'une des principales causes de la rupture entre ses avocats et lui-même, et probablement aussi la raison pour laquelle le jury ressent qu'il tente simplement de nier sa responsabilité. Vers la fin du procès, Guiteau commence activement à faire les plans d'une tournée de conférences après sa remise en liberté qu'il juge imminente et envisage de se présenter lui-même à l'élection présidentielle de 1884, tout en se complaisant dans le battage médiatique qui l'entoure.
Il est réellement consterné lorsque le jury, pas vraiment convaincu de son inspiration divine, le déclare coupable de meurtre, le 25 janvier 1882. Il fait appel, mais celui-ci est rejeté. Il est pendu le 30 juin 1882 à Washington. Sur l'échafaud, Guiteau récite l'un de ses poèmes intitulé I am Going to the Lordy (« Je vais vers le Seigneur »). Il a même demandé qu'un orchestre joue, alors qu'il chanterait son poème, mais sa requête a été rejetée.

## Conséquences

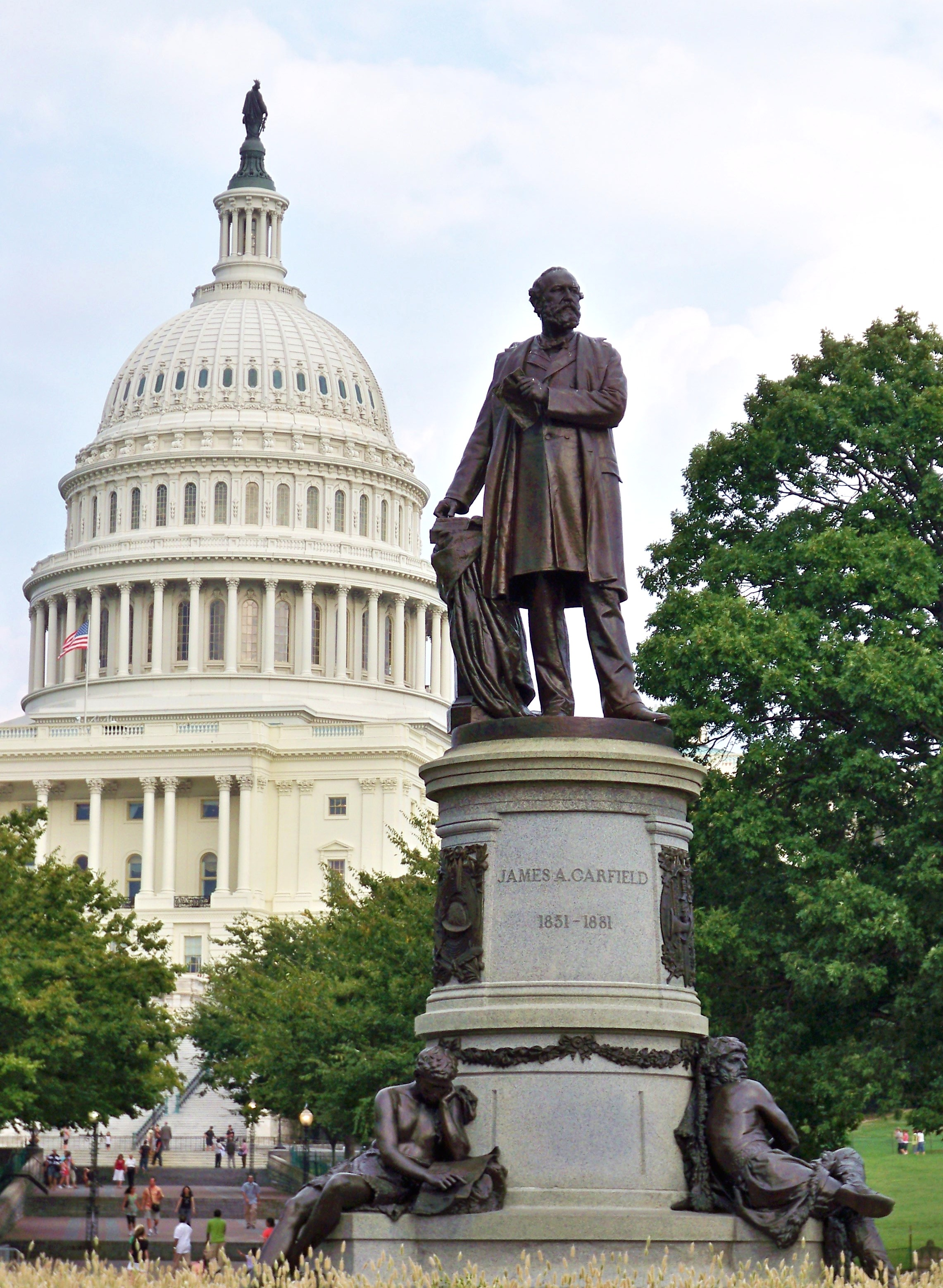
Le monument Garfield devant le Capitole.

L'assassinat de Garfield conduisit au vote de la loi Pendelton sur la fonction publique du 16 janvier 1883. Garfield avait lui-même appelé à la réforme de la fonction publique lors de son discours d'investiture. Il l'avait soutenue durant son mandat présidentiel en pensant qu'elle permettrait au gouvernement d'être plus efficace. La loi fut votée comme un hommage à la mémoire du président assassiné. En 1884, Arthur n'obtint pas l'investiture républicaine contre Blaine, qui lui-même fut battu par le démocrate Grover Cleveland lors de l'élection présidentielle.
La gare de la Sixième rue fut plus tard démolie. Le site est aujourd'hui occupé par la National Gallery of Art. Aucune plaque commémorative ne marque le lieu de l'attentat, mais à quelques pâtés de maisons de là, la statue du mémorial Garfield se dresse devant l'angle sud-ouest du Capitole.
La question de l'incapacité du président ne fut pas abordée. L'article II, section 1, alinéa 6 de la Constitution des États-Unis prévoit qu'en cas d'« incapacité (du président) d'exercer les pouvoirs et de remplir les devoirs de sa charge, ceux-ci seront dévolus au vice-président », mais elle ne donne aucune instruction complémentaire sur ce qui constitue l'incapacité ni comment elle doit être constatée.
Garfield resta allongé sur son lit pendant 80 jours sans accomplir aucun des devoirs de sa charge, si l'on excepte la signature d'un acte d'extradition, mais cela fut sans grande importance car, au XIXe siècle, le gouvernement fédéral était de toutes façons en vacances pendant tout l'été. Le Congrès n'était pas en session et le président avait somme toute peu à faire. Blaine suggéra que le Cabinet déclare Arthur président, mais cette option fut unanimement rejetée, y compris par Arthur, qui ne voulait pas apparaître comme assoiffé de pouvoir, (si Garfield avait survécu jusqu'en décembre, alors que le Congrès était convoqué, le Cabinet aurait sans doute été contraint d'adopter la proposition de Blaine).
Le Congrès ne traita pas non plus de la manière de régler le problème de l'incapacité du président si celle-ci devait se prolonger. Il ne le fit pas non plus trente-huit ans plus tard, lorsque Woodrow Wilson fit une attaque qui le plongea dans le coma pendant des jours et le laissa partiellement paralysé et aveugle d'un œil pendant les dix-huit derniers mois de sa présidence. Ce n'est pas avant la ratification du vingt-cinquième amendement de la Constitution, en 1967, qu'une procédure fut établie en cas d'incapacité du président.

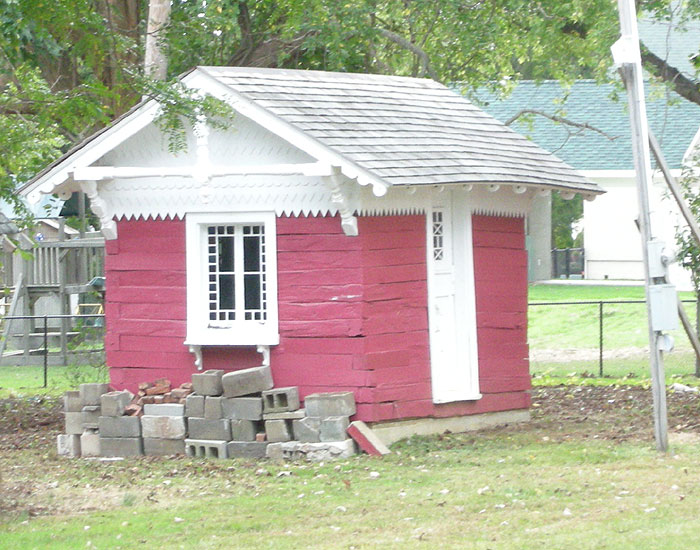
La Garfield Tea House en 2007.

Le Congrès ne prit pas non plus de mesures afin de fournir une protection rapprochée au président. Ce n'est qu'après l'assassinat de William McKinley, vingt ans plus tard, que le Congrès chargea le Secret Service, créé à l'origine pour combattre la contrefaçon, de la sécurité du président.
Après la mort de Garfield, on démolit le kilomètre de voie ferrée qui avait permis au président d'arriver directement à la porte de la résidence Franklin à Long Branch. Une partie des traverses fut achetée par l'acteur Oliver Doud Byron (1842–1920), qui chargea le charpentier William Presley de les utiliser pour bâtir un salon de thé. Baptisé Garfield Tea House, il fut construit dans le jardin de la résidence d'été de Byron. Un tronçon de l'un des rails fut utilisé comme poutre maîtresse de son toit. Les couleurs originelles du bâtiment étaient celles des États-Unis, rouge, blanc et bleu ; aujourd'hui il est rouge et blanc. Il fut ensuite installé en divers lieux, dont la résidence d'Elvis Presley à North Long Branch. Finalement le salon de thé trouva tout naturellement sa place dans la cour du Long Branch Historical Museum.

### Articles de presse
- (en) A Great Nation in Grief, New York Times, 3 juillet 1881. (« Une grande nation en deuil »)
- (en) The Assassin Indicted, New York Times, 9 octobre 1881. (« L'assassin inculpé »)